# Roma in Bulgarije
Met Roma in Bulgarije (Bulgaars: Цигани/Роми в България; Romani: Romane ando Bulgariya) worden in Bulgarije wonende etnische Roma of Bulgaren van Romani afkomst aangeduid. Bij de meest recente volkstelling van Bulgarije in 2011 werden zo'n 325.343 Roma geregistreerd, waardoor zij met 4,9% van de bevolking de derde groep in het land vormden. Het aantal Roma in Bulgarije is hoogstwaarschijnlijk onderschat omdat de volkstellingen van het Nationaal Statistisch Instituut van Bulgarije op zelfidentificatie van de respondenten is gebaseerd en veel Roma uit angst voor antiziganisme een ander afkomst opgeven. Een onderzoek van het UNDP uit 2007 schatte het aantal Roma in Bulgarije op 700.000 tot 800.000, inclusief mensen van gemengde etniciteit. Bulgarije heeft relatief gezien de grootste Roma-bevolking in de Balkan.
In Bulgarije worden de Roma meestal Tsigani genoemd (Цигани), een exoniem dat voor sommige Roma als pejoratief geldt. Het endoniem voor Roma is Romi (Роми). Bulgaren van gemengde afkomst worden in de volksmond zjorevtsi (жоревци) genoemd.

## Geschiedenis

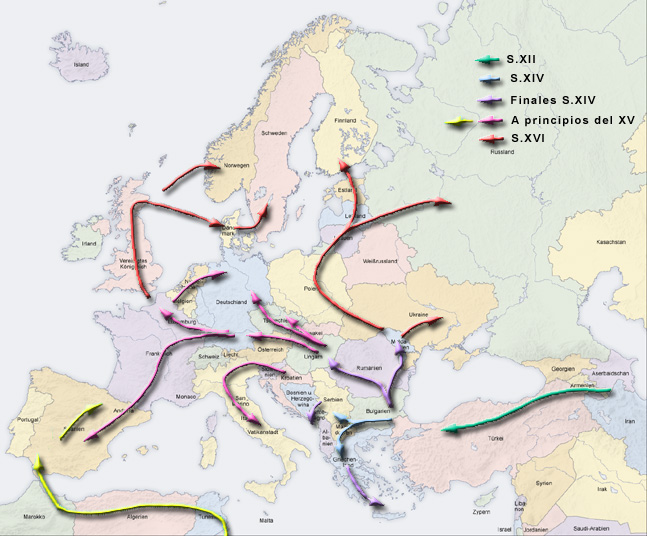
Voornaamste migratieroutes van de Roma

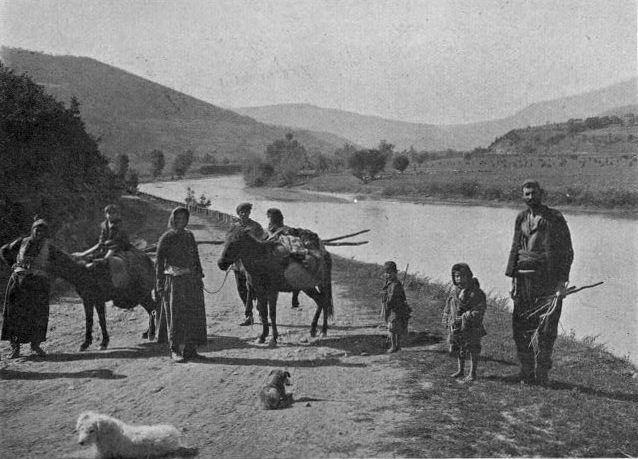
Roma in de buurt van Iskar (1907)

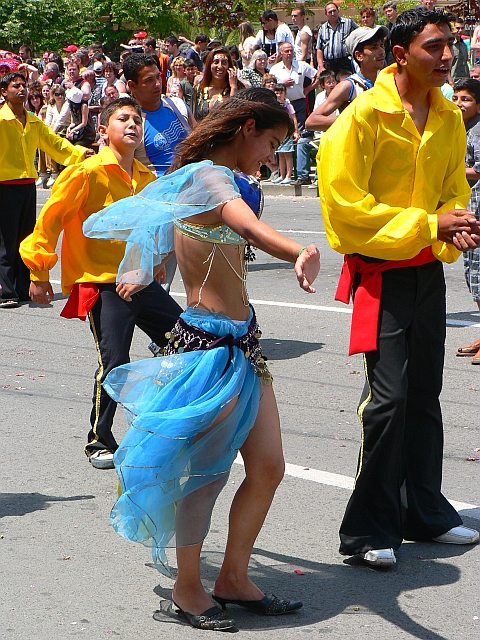
Dansers van Romani afkomst

De Roma zijn afkomstig uit Noord-India, vermoedelijk uit de noordwestelijke Indiase deelstaten Rajasthan en Punjab. Het taalkundig bewijs heeft onbetwistbaar aangetoond dat de wortels van het Romani in India liggen: de taal heeft grammaticale kenmerken met de Indo-Arische talen. De Roma leven al sinds de zevende eeuw op het Europees continent, maar vanaf de dertiende eeuw begon de migratie richting de Balkan te versnellen.

## Demografie
Volgens de optionele volkstelling van 1 februari 2011 identificeerden 325.343 inwoners zich als etnische Roma (4,9% van de bevolking). In de vorige volkstelling van 1 maart 2001 werden er nog 370.908 Roma geteld (4,7% van de bevolking), terwijl er in de volkstelling van 1992 zo’n 313.396 personen werden geregistreerd (3,7% van de bevolking). Het merendeel van de islamitische Roma (de zogenaamde ‘Xoraxai’/'Horhane') hebben de neiging om zich te identificeren als etnische Turken, terwijl andere Roma hun identiteit ontkennen of zich identificeren als etnische Bulgaren. In Bulgarije leven er naar schatting 750.000 Roma, hetgeen meer dan 10% van de totale bevolking is.
| Jaar                           | 1900   | 1910    | 1926    | 1934    | 1946    | 1956    | 1992    | 2001    | 2011    | 2021    |
| Aantal Roma                    | 89.549 | 122.296 | 134.844 | 149.385 | 170.011 | 197.865 | 313.396 | 370.908 | 325.343 | 266.720 |
| Aandeel in Bulgaarse bevolking | 2,4%   | 2,8%    | 2,5%    | 2,5%    | 2,4%    | 2,6%    | 3,7%    | 4,7%    | 4,9%    | 4,1%    |

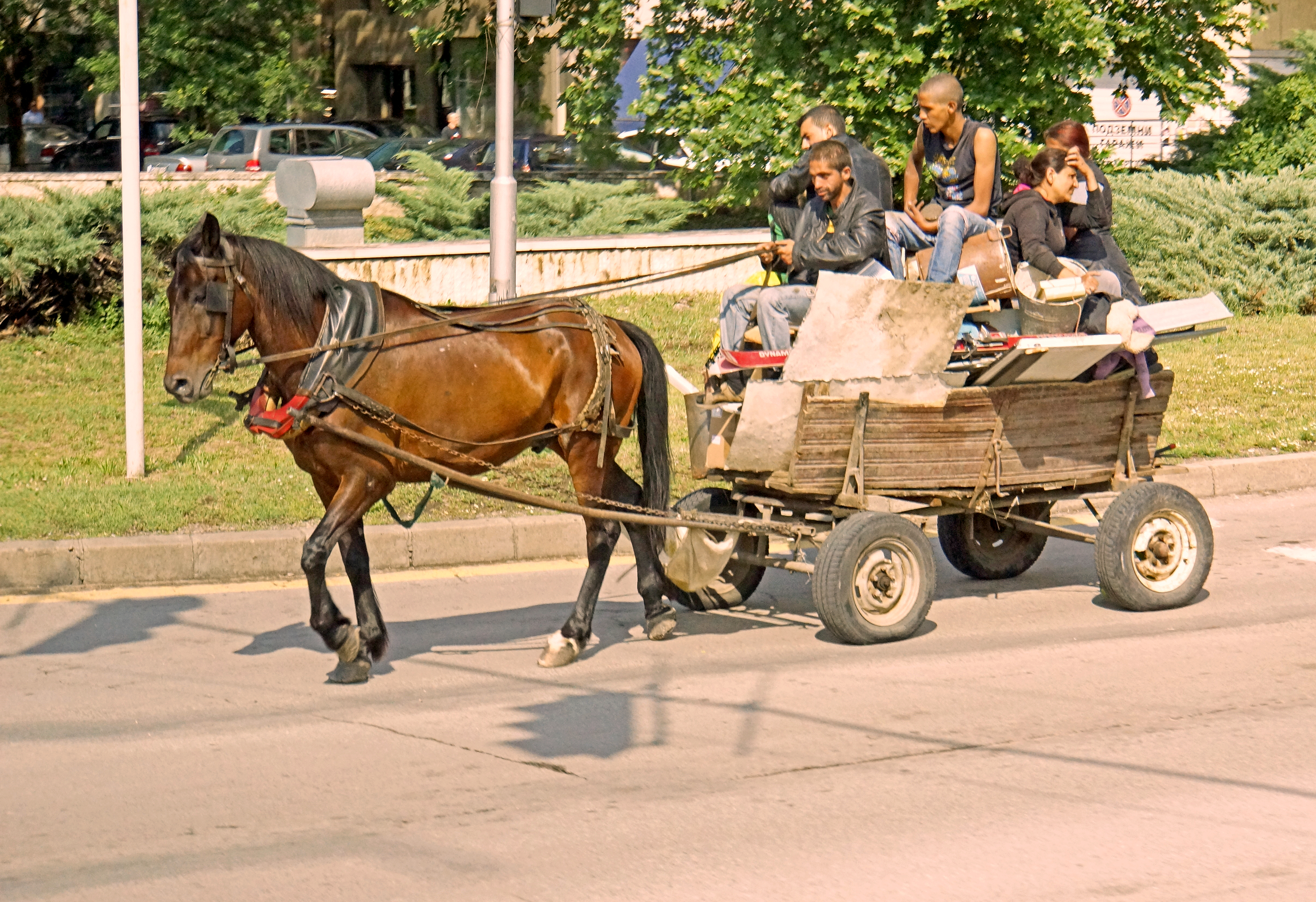
Een groep Bulgaarse Roma met paard en wagen

Roma in Bulgarije zijn geen homogene bevolkingsgroep. De meest voorkomende groep Roma in het land zijn de ‘jerli’ of de 'lokale Roma', die op hun beurt weer verdeeld kunnen worden in Bulgaarse zigeuners (daskane roma) en Turkse zigeuners (xoraxai/horhane roma). De eerste zijn meestal christelijk (oosters-orthodox en protestants), terwijl de laatste moslim zijn. Veel van de islamitische Roma, of de zogenaamde Turkse zigeuners, zijn vrij goed geïntegreerd in de etnische Turkse samenleving in Bulgarije. Velen bezitten een Turkse identiteit en spreken naast Romani de Turkse taal.
Andere Romani-groepen zijn de conservatieve rondzwervende Kalderasj (soms aangeduid met het exoniem ‘Servische zigeuners’) die oosters-orthodox zijn en de Roedari (of Loedari) die een dialect van het Roemeens spreken en bekend staan als Vlach-zigeuners. Ze zijn verder onderverdeeld in drie groepen door hun traditionele ambacht: de Oersari of Metsjkari/Metsjkadari ('berentemmers'), de Lingoerari of Kopanari ('timmerlieden') en de Lautari ('muzikanten'). Deze groepen Roma migreerden vanuit Walachije naar het huidige Bulgarije vanaf het jaar 1856, na de afschaffing van de slavernij.

Verspreiding van de Roma volgens de volkstelling van 2011 (in percentages)

### Verspreiding

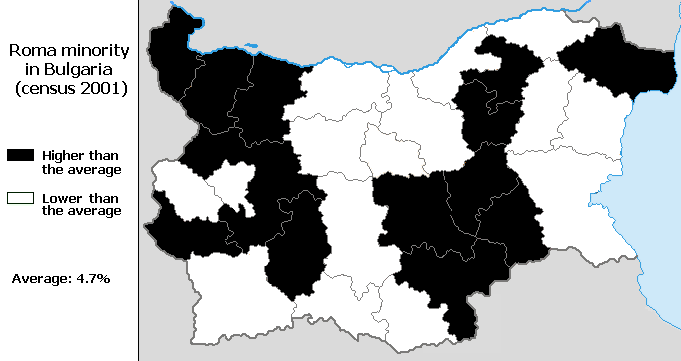
Verspreiding van de Roma in maart 2001

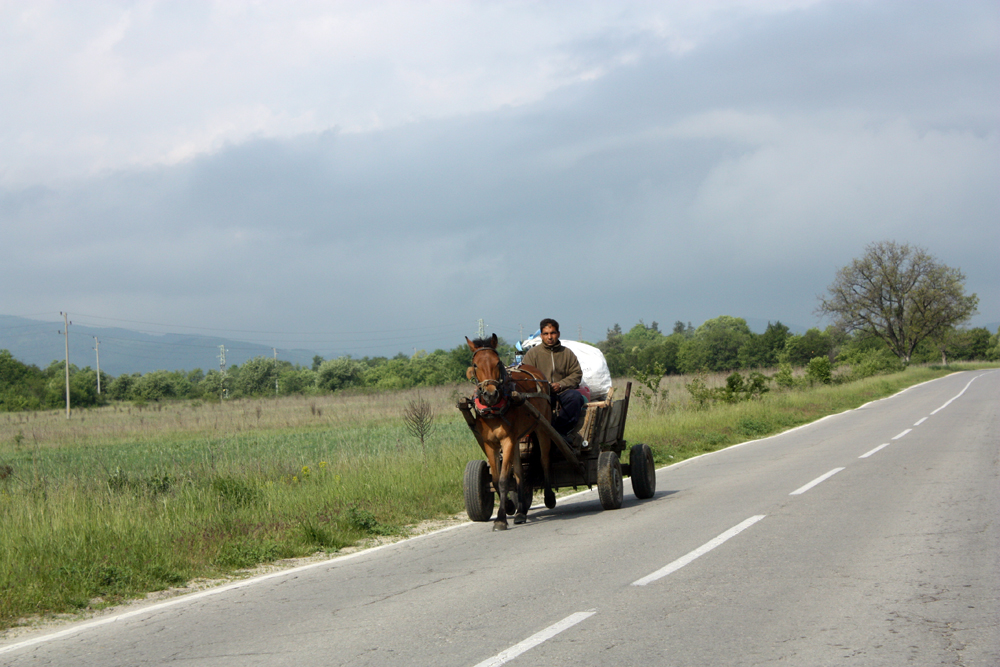
Rom met paard en wagen in Dolna Banja

De Roma wonen verspreid over het hele land, maar de oblasten Montana (12,7%), Sliven (11,8%), Dobritsj (8,8%) en Jambol (8,5%) hebben een hoger aandeel Roma vergeleken met andere oblasten van het land. 
| Oblast             | 1992    | 1992  | 2001    | 2001   | 2011    | 2011   |
| Oblast             | Aantal  | %     | Aantal  | %      | Aantal  | %      |
| ------------------ | ------- | ----- | ------- | ------ | ------- | ------ |
| Blagoevgrad        | 8.209   | 2,33% | 12.405  | 3,64%  | 9.739   | 3,43%  |
| Boergas            | 16.120  | 3,66% | 19.439  | 4,59%  | 18.424  | 4,97%  |
| Chaskovo           | 14.111  | 4,61% | 17.089  | 6,16%  | 15.889  | 6,99%  |
| Dobritsj           | 18.449  | 7,93% | 18.649  | 8,67%  | 15.323  | 8,81%  |
| Gabrovo            | 1.585   | 0,98% | 1.611   | 1,12%  | 1.305   | 1,13%  |
| Jambol             | 6.669   | 3,78% | 9.729   | 6,23%  | 10.433  | 8,48%  |
| Kardzjali          | 1.802   | 0,89% | 1.264   | 0,77%  | 1.296   | 0,99%  |
| Kjoestendil        | 6.057   | 3,34% | 8.294   | 5,10%  | 8.305   | 6,36%  |
| Lovetsj            | 6.384   | 3,36% | 6.316   | 3,72%  | 5.705   | 4,38%  |
| Montana            | 19.079  | 9,16% | 22.784  | 12,50% | 18.228  | 12,71% |
| Pazardzjik         | 21.810  | 6,69% | 23.970  | 7,71%  | 20,350  | 8,27%  |
| Pernik             | 2.142   | 1,31% | 3.035   | 2,03%  | 3.560   | 2,84%  |
| Pleven             | 7.111   | 2,05% | 9.777   | 3,13%  | 9.961   | 4,15%  |
| Plovdiv            | 21.146  | 2,86% | 30.196  | 4,22%  | 30.202  | 4,87%  |
| Razgrad            | 7.464   | 4,46% | 8.733   | 5,73%  | 5.719   | 5,00%  |
| Roese              | 11.934  | 4,13% | 9.703   | 3,65%  | 8.615   | 3,98%  |
| Sjoemen            | 14.727  | 6,68% | 16.457  | 8,05%  | 13.847  | 8,24%  |
| Silistra           | 6.519   | 4,05% | 6.478   | 4,56%  | 5.697   | 5,11%  |
| Sliven             | 18.183  | 7,74% | 26.777  | 12,26% | 20.478  | 11,82% |
| Smoljan            | 507     | 0,33% | 686     | 0,49%  | 448     | 0,47%  |
| Sofia (stad)       | 13.902  | 1,17% | 17.885  | 1,53%  | 18.284  | 1,55%  |
| Sofia (oblast)     | 11.664  | 4,02% | 16.748  | 6,13%  | 17.079  | 7,40%  |
| Stara Zagora       | 24.143  | 6,08% | 26.804  | 7,23%  | 24.018  | 7,80%  |
| Targovisjte        | 9.474   | 6,26% | 9.868   | 7,17%  | 7.767   | 7,27%  |
| Varna              | 17.077  | 3,69% | 15.462  | 3,35%  | 13.432  | 3,16%  |
| Veliko Tarnovo     | 7.236   | 2,27% | 6.064   | 2,07%  | 3.875   | 1,66%  |
| Vidin              | 7.965   | 5,25% | 9.786   | 7,52%  | 7.282   | 7,66%  |
| Vratsa             | 11.927  | 4,41% | 14.899  | 6,13%  | 10.082  | 6,18%  |
| Bulgarije (totaal) | 313.396 | 3,69% | 370.908 | 4,68%  | 327.882 | 4,87%  |

### Demografische ontwikkelingen
De Roma in Bulgarije hebben een hoge geboortecijfer vergeleken met de etnische Bulgaren. Desalniettemin is het gemiddeld kindertal per vrouw de laatste decennia drastisch gedaald. Zo kregen vrouwelijke Roma in 1900 gemiddeld 11 kinderen, terwijl de volkstelling van 1 maart 2001 op een vruchtbaarheidscijfer van 2,77 kinderen per vrouw uitkwam (-75%). Het vruchtbaarheidscijfer van de etnische Bulgaren daalde in dezelfde periode echter veel sneller: van 8 kinderen per vrouw naar net iets meer dan 1 kind per vrouw (-86%).
Het aantal tienermoeders binnen de Bulgaarse Roma-gemeenschap is afgenomen, maar blijft nog steeds extreem hoog. Volgens de gegevens van het Nationaal Statistisch Instituut (NSI) uit 2001 waren 51% van de Roma-vrouwen vóór de leeftijd van 18 jaar bevallen van hun eerste kind, een fikse afname vergeleken met 69% van de Roma-vrouwen in 1992. Het aandeel jonge tienermoeders tot de leeftijd van 14 jaar daalde van 7% in 1992 tot 3,6% in 2001.
De Roma in Bulgarije hebben een lagere levensverwachting dan de overige bevolkingsgroepen in het land. Roma-mannen overlijden gemiddeld genomen 5,6 jaar eerder dan Bulgaarse mannen, terwijl Roma-vrouwen gemiddeld 6,0 jaar eerder sterven dan Bulgaarse vrouwen. De voornaamste reden voor dit verschil is het veel hogere kindersterfte binnen de Roma-gemeenschap, veroorzaakt door de slechtere sociaal-economische levensomstandigheden.

## Cultuur

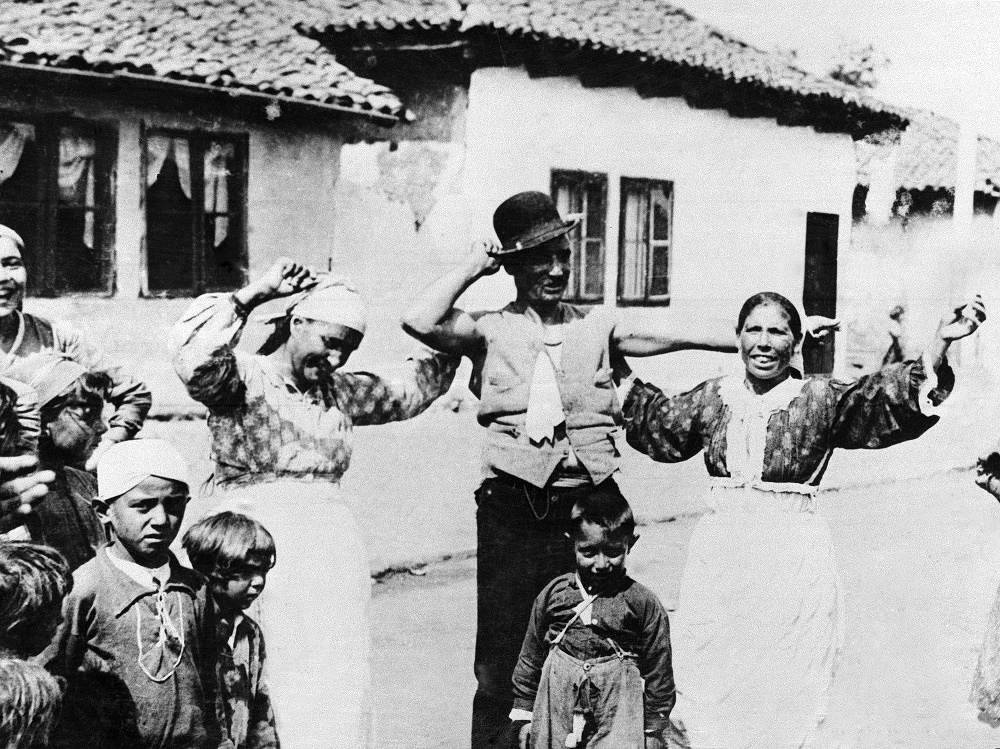
Een bruiloft van de Roma in Sofia (1905)

Een subgroep van de Bulgaarse Roma, de orthodox-christelijke Kalaidzji, staan bekend om de zogenaamde ‘bruidsmarkten’. De jonge Roma-zigeuners gaan tijdens dit jaarlijkse festival in Stara Zagora op zoek gaan naar een geschikte huwelijkskandidaat. De Kalaidzji zijn een zigeneurclan van traditionele metaal- en tinbewerkers.

### Taal

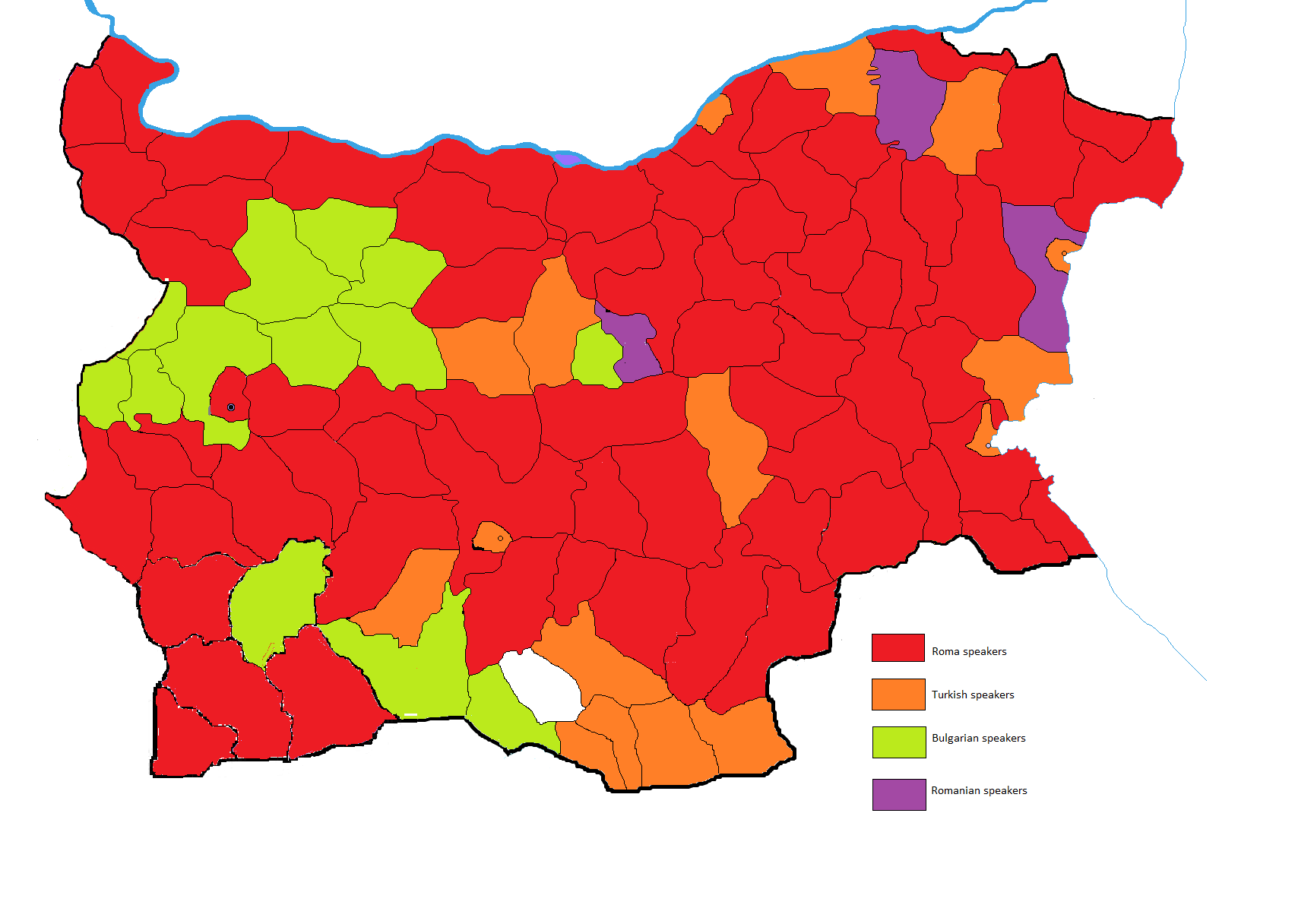
De moedertaal van de Roma in 1946

Volgens de volkstelling van 2011 is het Romani de moedertaal van ongeveer 85% van de Bulgaarse Roma, gevolgd door het Bulgaars (7,5%), het Turks (6,7%) en het Vlax Romani (0,6%). In 2001 sprak 86,2% het Romani, 7% het Bulgaars, 6,5% het Turks en slechts 0,1% het Vlax Romani.

### Religie
Volgens de volkstelling van 1946 waren de Roma in Bulgarije grotendeels islamitisch, met een christelijke minderheid. De laatste decennia hebben zich echter verschuivingen tot het christendom voorgedaan, met name richting de evangelische protestante groeperingen. De protestantse gemeenschappen in Bulgarije bestaan thans voor meer dan de helft uit etnische Roma. Het aandeel moslims binnen de Roma-gemeenschap is daarentegen afgenomen. Wel dient men bij de religiositeit van de Roma in acht te nemen dat bijna de helft van deze groep niet op de optionele volkstelling van 2011 gereageerd heeft (44,4%), terwijl dit percentage in de voorafgaande volkstelling slechts 0,8% bedroeg. De cijfers uit de optionele volkstelling van 2011 zijn daarom niet echt representatief.
| Religie                 | 2001    | 2001  | 2011    | 2011  |
| Religie                 | Aantal  | %     | Aantal  | %     |
| ----------------------- | ------- | ----- | ------- | ----- |
| Bulgaars-Orthodoxe Kerk | 180.326 | 48,6  | 84.867  | 26,1  |
| Protestantisme          | 24.651  | 6,6   | 23.289  | 7,2   |
| Katholieke Kerk         | 1.064   | 0,3   | -       | -     |
| Islam                   | 103.426 | 27,9  | 42.201  | 13,0  |
| Anders                  | -       | -     | -       | -     |
| Geen religie            | 59.669  | 16,1  | 30.491  | 9,4   |
| Geen antwoord           | 1.773   | 0,5   | 144.495 | 44,4  |
| Roma in Bulgarije       | 370.908 | 100,0 | 325.343 | 100,0 |

### Onderwijs

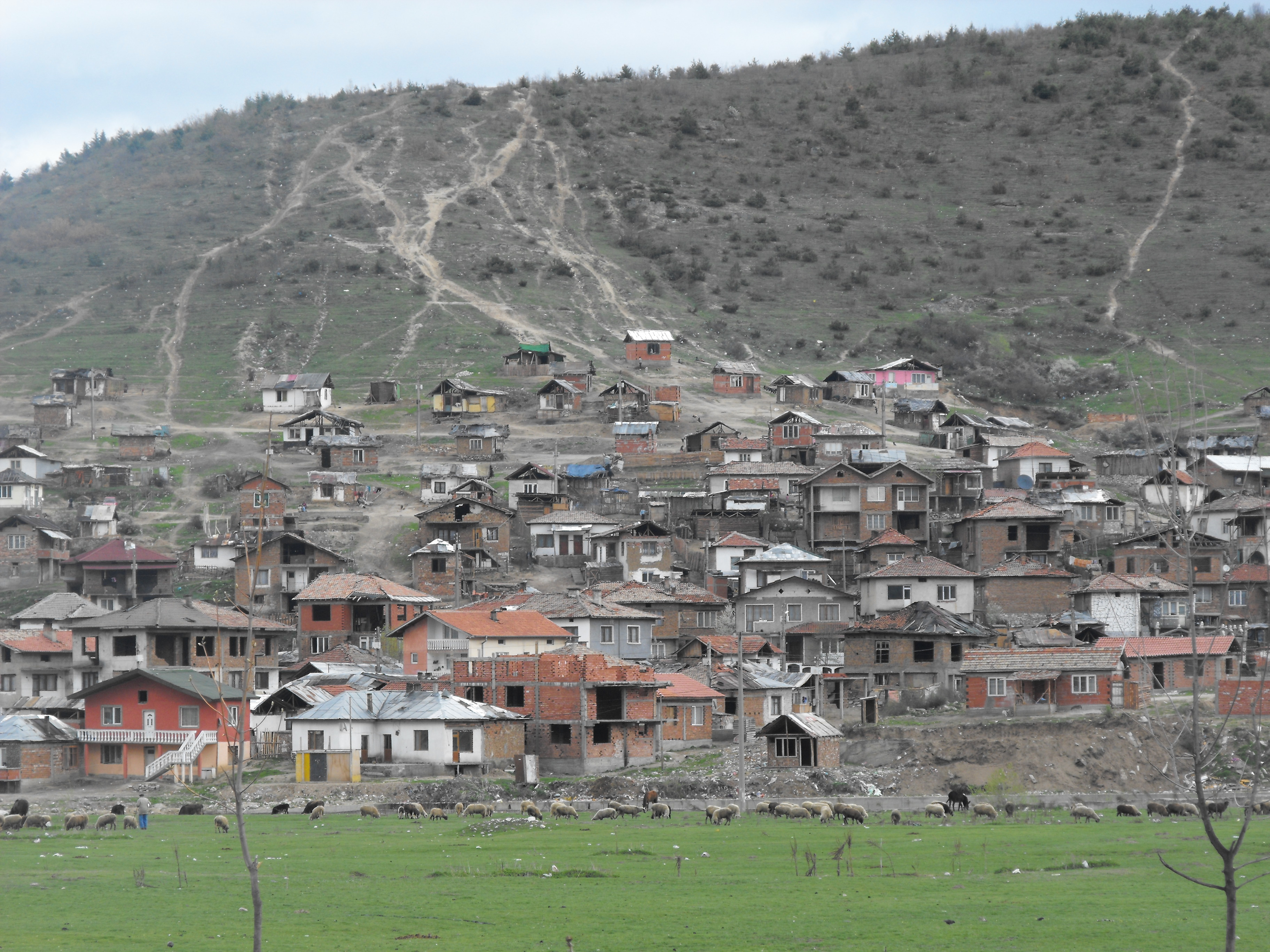
Een Roma-getto in Velingrad

De Roma in Bulgarije zijn relatief jong en hun participatie in het Bulgaarse onderwijs is dus vrij groot. Schooluitval is onder Roma-jongeren een extreem groot probleem. Volgens UNESCO ging 47% van de leerplichtige kinderen van Romani afkomst niet naar school, terwijl de volkstelling van 1 februari 2011 voortijdige schooluitvallers op 23,2% registreerde (tegen 5,6% onder etnische Bulgaren en 11,9% onder Bulgaarse Turken). Slechts 0,3% van de Roma hebben van een universitaire opleiding genoten. Ongeveer 14,5% van de Roma-bevolking in Bulgarije was analfabeet, een lichte daling vergeleken met 18,1% van de Roma in de volkstelling van 1 maart 2001. Onder vrouwen (20,1%) komt analfabetisme bijna twee keer zo vaak voor dan onder mannen (10,7%).

## Politiek
De politieke partij Burgerunie "Roma" komt op voor de belangen van de Roma, maar veel Roma stemmen ook op de Beweging voor Rechten en Vrijheden.
De Europese Unie probeert de leefomstandigheden van de Roma te verbeteren door de afzondering in huisvesting en onderwijs en de discriminatie op de arbeidsmarkt van Roma in Oost-Europa te veroordelen. Onder druk van de Europese Unie nam Bulgarije daarna antidiscriminatiewetgeving aan.

## Economie

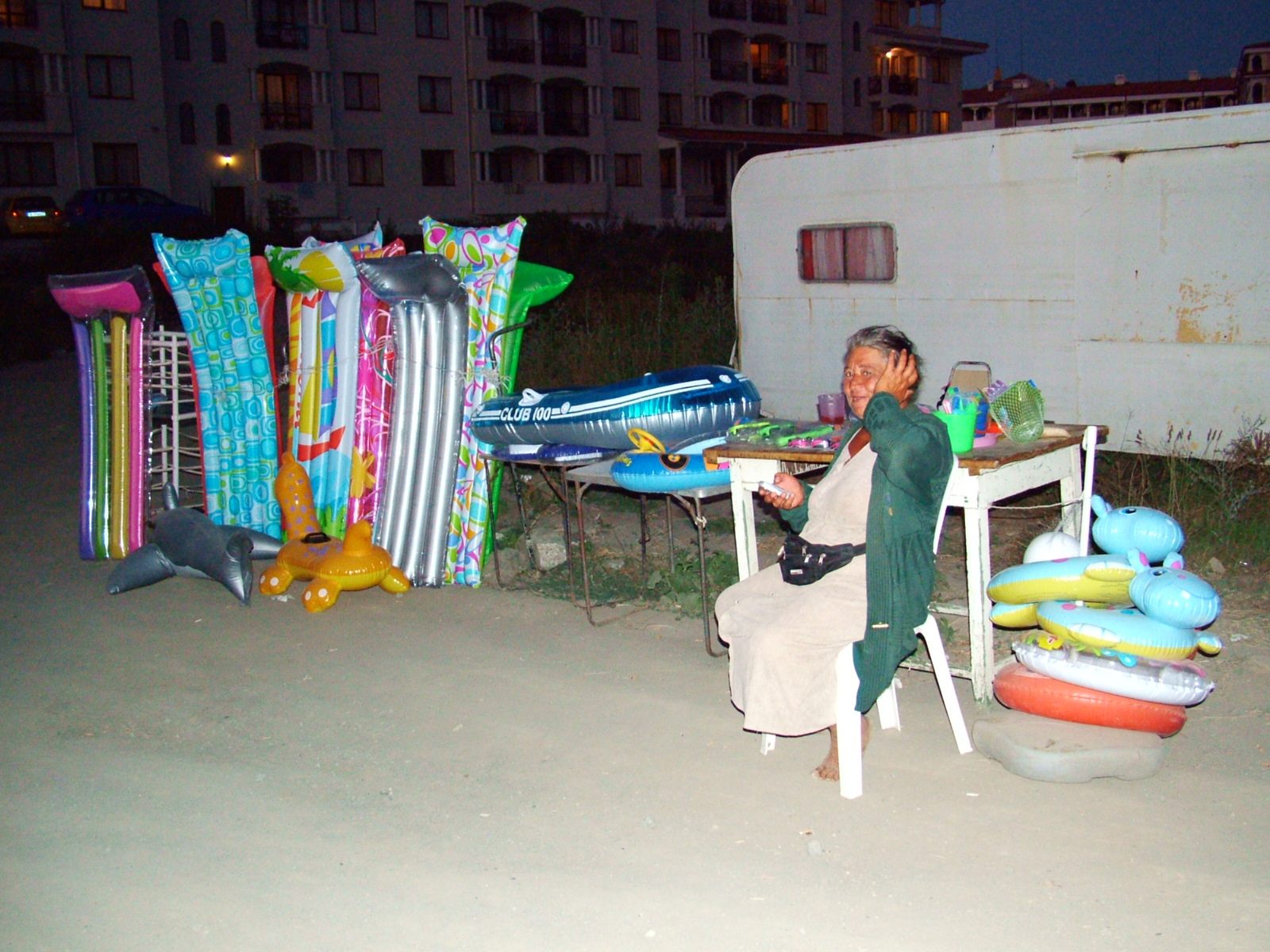
Een zigeunervrouw verkoopt badspeelgoed in Slantsjev Brjag

In 2004 leefde 80% van de Bulgaarse Roma onder de armoedegrens. In 2011 werd het werkloosheidspercentage onder de Roma op 46% geschat, hetgeen ruim drie keer hoger dan het Bulgaarse gemiddelde is.
In 2011 was slechts 50,2% van de beroepsbevolking economisch actief: dat is 19,35% van alle Roma die 15 jaar en ouder zijn. De groep gepensioneerden onder de Roma is vrij klein: 14,4% van alle Roma is pensioengerechtigd. De belangrijkste reden hiervoor ligt in de leeftijdsopbouw van de Roma-gemeenschap, maar ook in het feit dat veel oudere Roma die langdurig werkloos zijn geweest of in de informele sector hebben gewerkt, geen pensioenverzekering hebben en niet voldoen aan de eis om een bepaald aantal dienstjaren gewerkt te hebben. Huisvrouwen vormen een groot aandeel van de economisch inactieve bevolking: 36,5% van Roma in de beroepsbevolking is huisvrouw, oftewel 22,4% van alle Roma ouder dan 15 jaar.

## Bekende Roma in Bulgarije
- Azis - zanger
- Boris Karlov - accordeonist
- Ciguli - zanger
- Marjan Ognjanov - voetballer
- Sofi Marinova - zangeres
- Fiki - zanger
- Toni Storaro - zanger